# Фурсово (Черниговская область)
Фурсово (укр. Фурсове) — село в Новгород-Северском районе Черниговской области Украины.
Население — 10 человек. Занимает площадь 0,11 км².
Почтовый индекс: 16032. Телефонный код: +380 4658.

## Власть
Орган местного самоуправления — Мамекинский сельский совет. Почтовый адрес: 16032, Черниговская обл., Новгород-Северский р-н, с. Мамекино, ул. Центральная, 102.